# Gustaf Bouveng

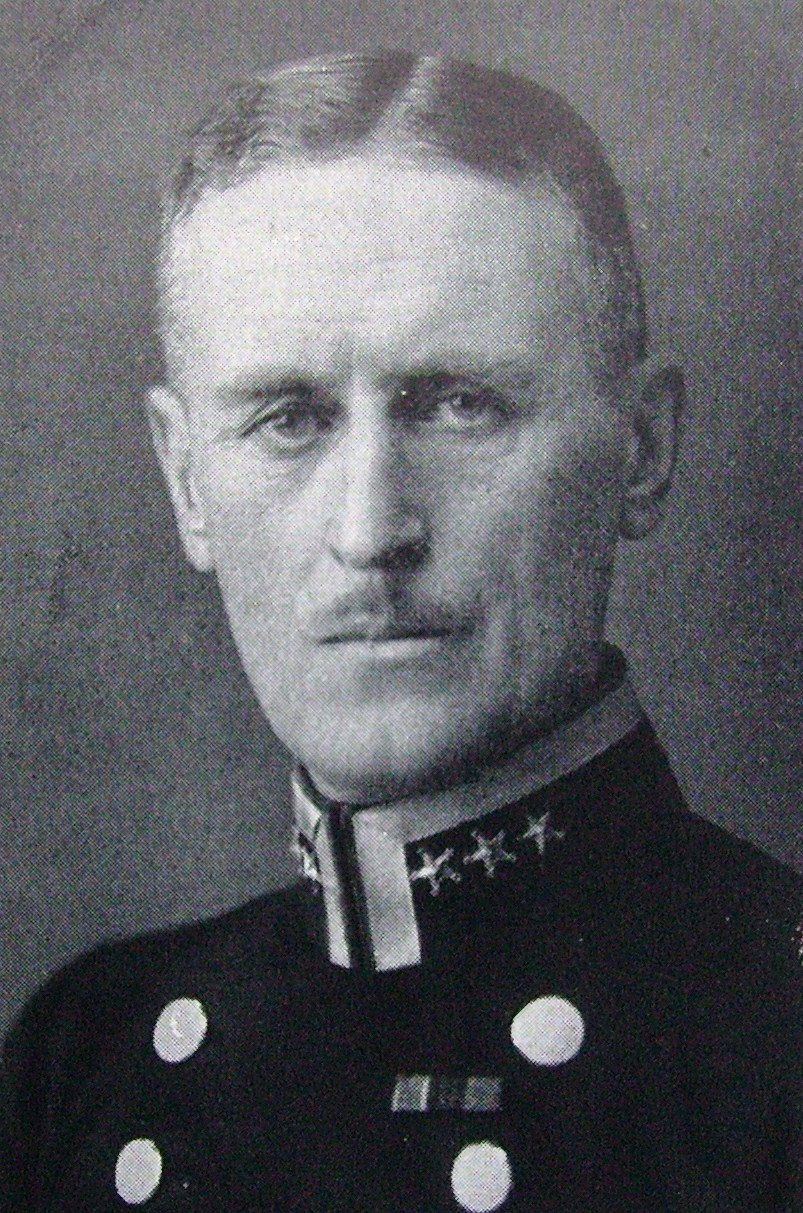
Gustaf Bouveng.

Gustaf Bouveng, född 31 januari 1869 i S:t Pers församling, Stockholms län, död 28 december 1922 i Gallspach, Österrike, var en svensk officer. Han var äldre bror till direktören inom filmbranschen Nils Bouveng.
Han påbörjade militär bana efter skolgången. Han gick på Krigshögskolan och blev löjtnant vid Generalstaben 1898, där han befordrades till major 1908. Han var bland annat 
stabschef på Gotland och vid Femte arméfördelningen åren 1902–1906 respektive 1909–1910. Bouveng var även bataljonschef för Svea livgarde och chef för Krigsskolan 1912–1916. Därefter var han chef för Andra livgrenadjärregementet och 1919 för Tredje infanteribrigaden. 1915 blev han överste i armén. 
Bouveng var framför allt taktiker och lärare vid Krigshögskolan 1902–1908 och 1910–1912. Han värderade soldatyrket väldigt högt, och anlitades även som sakkunnig i militära frågor. 
Under första världskriget hade han fem kommenderingar till den tyska armén, huvudsakligen vid östfronten. Hans vän Ernst Linder har utgett utdrag av hans dagböcker.
Gustaf Bouveng, vars föräldrar var bonden Johannes Bouveng och Emma Cooper, var från 1894 gift med Lily Myhrman (1869–1963), dotter till brukspatron Oskar Myhrman och Johanna Maria Arnelius samt sondotter till industrimannen Gustaf Myhrman. En son till makarna var översten Nils Bouveng (1900–1988). Han var farfars far till riksdagspolitikern Helena Bouveng.
Gustaf Bouveng är begravd på Gamla griftegården i Linköping.